# 居禮夫人：放射永恆
是2019年英国传记剧情片，由瑪嘉·莎塔碧导演，裴淳华扮演波兰化学物理学家玛丽·居里。影片改编自2010年劳伦·雷德尼斯的图画小说，于2019年多倫多國際影展闭幕夜晚会首映，2020年6月15日由频道制片公司通过數位平台在英国发行。
電影在影評界獲得反應不一的評價，影評家們主要稱讚羅莎蒙·派克的演出表現，但批評劇本漏洞百出與對玛丽·居里生平描述的錯誤。

## 梗慨
影片记录了波兰化学物理学家玛丽·居里的生平，其中穿插了她与皮埃尔·居里的感情线，以及她发现钋和镭对后世产生的影响，包括体外放射治疗、廣島與長崎原子彈爆炸、曼哈顿计划和切尔诺贝利核事故。

## 演员
- 裴淳华 饰 玛丽·居里
- 山姆·萊利 饰 皮埃尔·居里
- 珊·布鲁克（英语：Sian Brooke） 饰 布洛尼斯拉娃·斯克沃多夫斯卡（英语：Bronisława Dłuska）
- 西蒙·罗素·比尔（英语：Simon Russell Beale） 饰 加布里埃尔·李普曼
- 安雅·泰勒-喬伊 饰 伊雷娜·约里奥-居里
- 阿莉埃拉·格拉瑟（Ariella Glaser） 饰 少女伊蕾娜
- 英狄卡.華生 饰 六岁伊蕾娜
- 卡拉·博森（Cara Bossom）饰 艾芙·居里
- 阿奈林·巴納德 饰 保羅·朗之萬
- 凯瑟琳·帕金森 饰 艾玛·珍妮·德佛斯（Emma Jeanne Desfosses）
- 蒂姆·伍德沃德（英语：Tim Woodward） 饰 亚历山大·米勒兰
- 乔纳森·阿里斯（英语：Jonathan Aris） 饰 希特里德（Hetreed）
- 米丽亚姆·诺瓦克（英语：Mirjam Novak） 饰 弗朗索瓦斯护士（Nurse Francoise）
- 科里·约翰逊（英语：Corey Johnson (actor)） 饰 亚当·沃纳（Adam Warner）
- 德米特里·哥里萨斯（英语：Demetri Goritsas） 饰 詹金斯博士（Dr. Jenkins）
- 迈克尔·古尔德（英语：Michael Gould (actor)） 饰 克拉克法官（Judge Clark）

## 制作

### 开发
2017年2月，消息指瑪嘉·莎塔碧将指导玛丽·居里的传记片，频道制片公司和Working Title Films参与制作，初步预计于“2017年秋季”开始制作。2017年5月戛纳电影节期间，裴淳华出演居里夫人。

### 拍摄
2018年2月，亚马逊工作室购得影片美国地区发行权，同时影片开始在匈牙利布达佩斯和埃斯泰尔戈姆取景。随后几天，演员山姆·萊利、安雅·泰勒-喬伊、阿奈林·巴納德和西蒙·罗素·比尔宣布加入剧组。

## 发行
影片于2019年9月14日在多伦多国际电影节闭幕夜晚会首映。影片英国首映礼原计划于2020年3月8日国际妇女节当天在柯曾·梅菲尔影院举行，因受2019冠状病毒病疫情影响取消。最终，影片于2020年6月15日通过数字平台在英国发行，7月6日登陆隨選視訊服务，7月27日发行DVD。在美国，影片原定于2020年4月24日由亚马逊工作室在剧院发行，后改为7月24日登陆亞馬遜影片。

## 评价

### 专业评价
汇总媒体烂番茄评论131条，新鲜度61%，平均得分6.02/10。网站共识认为：“《以光之名》的剧本存在缺陷，剧情选择起反作用，但两者都被裴淳华真诚致敬一位杰出科学家的精彩表现抵消。”Metacritic评论31条，平均分56/100，表示“褒贬不一或口碑平平”。
《好莱坞报道者》的黛博拉·扬（Deborah Young）称赞裴淳华的表演，认为对主题的处理和节奏的把控得当。《独立报》只给出2星评价，批评影片“剧本非常抠字眼，抽空了每一幕戏的空气，角色们仿佛在郑重其事地宣告影片的主题和他们的个人动机”。《卫报》批评影片“循规蹈矩”，剧本和执导糟糕，只给1/5星评价。《环球邮报》的凯特·泰勒（Kate Taylor）总结：“观众可能以为她（裴淳华）在读漫画”。

### 争议
影片改编自2010年劳伦·雷德尼斯图画小说《爱的放射性》（Radioactive: Marie & Pierre Curie: A Tale of Love and Fallout），但在推广时一直强调为玛丽·居里的“传记片”。康奈尔大学教授杰拉尔丁·麦金蒂批评影片出于剧情考虑篡改多个史实，还歪曲了居里夫妇的性格特征。例如，影片说居里夫人宁可待在家里，也不和皮埃尔出席1905年诺贝尔奖典礼，陪皮埃尔就1903年的获奖发表迟来的演讲。教授表示，影片的类比误导人，对主要角色的呈现出错，裸体及暴力场面不得体，不适合作为教育或传记资源。